# Ryūto Yasuoka
Ryūto Yasuoka (保岡 龍斗?, Yasuoka Ryūto; Koshigaya, 27 aprile 1995) è un cestista giapponese.

## Carriera

### Nazionale
Nel 2021 ha partecipato con la nazionale giapponese 3x3 al torneo 3x3 delle Olimpiadi di Tokyo, venendo eliminato ai quarti di finale.